# Eildon Hill
Eildon Hill (prononcé en anglais ['i:ldən hɪl]) est une colline qui se situe au sud de Melrose dans les Scottish Borders en Écosse. Elle comporte trois pics. Le plus au nord est entouré de 5 km de remparts, délimitant une zone de 16 ha dans laquelle au moins trois cents plateformes ont été taillées dans la roche pour servir de base à des maisons de gazon ou de bois.
Des fouilles ont mis au jour des preuves que le castrum était occupé 1 000 ans av. J.-C., à l'âge du bronze. Les remparts semblent avoir été bâtis et rebâtis en trois phases. À son apogée, la population du castrum a été de 3 000 à 6 000 habitants, le plus grand connu en Écosse à cette période. Alors qu'aucune preuve d'une population significative lors de la période pré-romaine n'a été trouvée, le géographe romain Ptolémée a enregistré la tribu dans la zone comme celle de Selgovae.
Étymologiquement, il existe deux hypothèses traditionnelles pour expliquer l'origine du nom de Eildon. Selon la première, Eildon pourrait venir du gaélique : aill (rocher) et dun (colline). La seconde hypothèse indique qu'il pourrait s'agir d'une altération du gallois inoeldun (colline nue, colline pelée).
Sir Walter Scott (1771-1832) a évoqué ce lieu à plusieurs reprises dans les annexes de la préface générale du roman Waverley. Sa résidence Abbotsford, à Galashiels, est située à proximité.